# طواف إسبانيا 1960
طواف إسبانيا 1960 هو سباق دراجات هوائية أقيم في إسبانيا بتاريخ 29 أبريل – 15 مايو، تكون السباق من 17 مرحلة وامتدّ لمسافة 3567 كم بسرعة 34.6 كم/س، استغرق السباق 103 ساعة 05 دقيقة 57 ثانية. فاز به البلجيكي فرانس دي مولدر.

## الترتيب
| م                     | الدرّاج         | البلد  | الزمن                      |
| --------------------- | -------------- | ------ | -------------------------- |
| الفائز بالترتيب العام | فرانس دي مولدر | بلجيكا | 103 ساعة 05 دقيقة 57 ثانية |